# Неговський Врх
Неговський Врх (словен. Negovski Vrh) — поселення в общині Бенедикт, Подравський регіон‎, Словенія.